# Гридино (Орехово-Зуевский городской округ)
Гри́дино — деревня в Орехово-Зуевском муниципальном районе Московской области. Входит в состав сельского поселения Горское. Население — 74 чел. (2010).

## География
Деревня Гридино расположена в северной части Орехово-Зуевского района, примерно в 7 км к юго-западу от города Орехово-Зуево. Высота над уровнем моря 121 м. К деревне приписано СНТ Восход. Ближайший населённый пункт — деревня Бяльково.

## Название
Название связано с Гридя, производной формой календарного личного имени Григорий.

## История
В 1926 году деревня являлась центром Гридинского сельсовета Теренинской волости Орехово-Зуевского уезда Московской губернии.
С 1929 года — населённый пункт в составе Орехово-Зуевского района Орехово-Зуевского округа Московской области, с 1930-го, в связи с упразднением округа, — в составе Орехово-Зуевского района Московской области.
До муниципальной реформы 2006 года Гридино входило в состав Горского сельского округа Орехово-Зуевского района.

## Население
В 1926 году в деревне проживало 471 человек (206 мужчин, 265 женщин), насчитывалось 104 хозяйства, из которых 85 было крестьянских. По переписи 2002 года — 74 человека (31 мужчина, 43 женщины).
| 1926 | 2002 | 2006 | 2010 |
| ---- | ---- | ---- | ---- |
| 471  | ↘74  | ↗76  | ↘74  |